# Lars Vaular
Lars Nesheim Vaular (Bergen, 20 settembre 1984) è un rapper norvegese.

## Biografia
Lars Vaular ha esordito nell'industria discografica con l'album in studio La Hat - Et nytt dagslys..., pubblicato nel gennaio 2007. Due anni più tardi viene reso disponibile il disco successivo, intitolato D'e glede, con cui ottiene la nomination per lo Spellemannprisen all'hip hop e l'entrata al 18º posto nella VG-lista.
Helt om natten, helt om dagen (2010), classificatosi 3º, è stato anch'esso candidato per lo Spellemannprisen all'hip hop, e contiene En eneste e Rett opp og ned, rispettivamente in lizza per lo Spellemannprisen al video dell'anno e alla hit dell'anno. L'anno successivo viene reso disponibile Fett, doppio disco di platino, e il quarto LP Du betyr meg, che ha debuttato al 5º posto in classifica, riuscendo anche a guadagnarsi due riconoscimenti agli Spellemannprisen.
1001 hjem (2013), quinto progetto in studio, ha ricevuto due nomination agli Spellemannprisen e ha scalato la graduatoria nazionale fino all 9º posto. Gli EP 666 alt, 666 gir e 666 mening sono stati candidati per lo Spellemannprisen all'album dell'anno; il primo, inoltre, è entrato al 28º posto in classifica ed è stato candidato per lo Spellemannprisen all'urban. 666 mening, invece, è stato in lizza per lo Spellemannprisen al paroliere dell'anno.
Nell'ottobre 2019 viene presentato l'LP Flere steder alltid, progetto con cui ottiene un debutto alla 5ª posizione della classifica della IFPI Norge; il disco ha prodotto l'estratto Kroppsspråk, candidato per lo Spellemannprisen al video dell'anno e certificato oro. Vintage Velour (2023), candidato per un Spellemannprisen, ha fatto il debutto in classifica al 6º posto.

## Discografia

### Album in studio
- 2007 – La Hat - Et nytt dagslys...
- 2009 – D'e glede
- 2010 – Helt om natten, helt om dagen
- 2011 – Du betyr meg
- 2013 – 1001 hjem
- 2019 – Flere steder alltid
- 2023 – Vintage Velour

### EP
- 2010 – Helt ute på
- 2015 – 666 alt
- 2015 – 666 gir
- 2015 – 666 mening
- 2017 – Loading...
- 2017 – Loading...2

### Singoli
- 2009 – Solbriller på
- 2010 – Nord & sør (con Joddski e Vinni)
- 2011 – Fett
- 2011 – Blås/Hjertet dunker
- 2012 – Skisse 1/Skisse 2
- 2012 – Øynene lukket (con Sondre Lerche)
- 2014 – Tyrannosaurus sex
- 2015 – DD EG gjør
- 2015 – Det ordnar seg for pappa
- 2015 – Stripar
- 2016 – Dessverre
- 2016 – Heartbreak Hotel (feat. Vinz)
- 2017 – Ventet på deg (feat. Myra)
- 2017 – Panorama (con Unge Ferrari)
- 2017 – Bergen Bergen (feat. Kamelen)
- 2019 – Kroppsspråk
- 2019 – To minutter (con i Röyksopp)
- 2019 – Våken
- 2021 – Toppform (con Tommy Tee feat. Yosef Wolde-Mariam & Jonas Benyoub)
- 2021 – Bakerst på bussen (con Tommy Tee feat. Jonas Benyoub)
- 2022 – Vi går opp
- 2022 – Gass gass (feat. Angelo Reira)
- 2022 – Beamet ned fra en annen planet/Fatboy Slim
- 2023 – Kygo 8pack Flex (con Martin Hazy e Omar Noir)
- 2023 – Drum'n'Haze (con Martin Hazy)
- 2023 – 13 breatheandstop (con Tommy Tee)
- 2023 – Noe

### Collaborazioni
- 2019 – Kem kan eg ringe (Kygo feat. Store P & Lars Vaular)